# دیمیتری بایکوف
دیمیتری بیکَف (به روسی: Дми́трий Льво́вич Бы́ков) نویسنده،شاعر و روزنامه‌نگار اهل کشور روسیه است که به عنوان یکی از پرکارترین نویسندگان مدرن روس شناخته می شود. وی به عنوان یک روزنامه‌نگار و منتقد از سال ۱۹۹۳ در مجله Ogoniok کار می‌کند. همچنین از حدود سال ۲۰۰۸ نیز گهگاه در یکی از رادیوهای روسیه حضور داشته است.